# Børnene fra Sølvgade
Børnene fra Sølvgade er en dansk familiefilm fra 2024, der er instrueret af Mehdi Avaz.
Filmen foregår i en slags Pippi Langstrømpe-verden med fire børn, der bor uden forældre. Den bygger på Renée Toft Simonsens børnebog af samme navn og trækker desuden på en lang vestlig tradition for fortællinger om guvernanter, der giver omsorg til børn, som det ses i Mary Poppins og Mrs. Doubtfire.
Filmen blev både en anmelder- og en publikumssucces. Den var nomineret til fire Robertpriser og vandt de to, den ene for årets bedste børne- og familiefilm, og var desuden nomineret til Bodilprisen for bedste ensemble. Samtidig solgte filmen over 190.000 billetter, hvilket gjorde den til den mest succesfulde danske familiefilm i biografen siden Ternet Ninja 2. Den fik derfor også en efterfølger i form af Børnene fra Sølvgade tager kampen op med premiere i oktober 2025.

## Handling
Børnene i en familie søger en hushjælp og ender med at ansætte Niels (Jakob Fauerby), der også kalder sig Miss Nellie og går i dametøj. De fire børn er vildbassen Katinka (Ida Skelbæk-Knudsen), den ansvarsbevidste storebror Tristan (Alfred Nordhøj Kann), nørden Kirk (Alfred Rivera) og den lille kæledægge Petra (Amelia Ahmad Abdullatif). Langsomt opdager Niels og hans mand, vvs'eren Brian (Anders W. Berthelsen), at de fire børns forældre er forsvundet. Børnene forsøger at undgå at blive sendt på børnehjem og har derfor en modstander i kommunens sagsbehandler, Kommunetrolden spillet af Ditte Hansen. Heldigvis har børnene også flere voksenvenner, der hjælper dem.

## Medvirkende
- Ida Skelbæk-Knudsen – Katinka
- Alfred Rivera - Kirk
- Alfred Nordhøj Kann – Tristan
- Amelia Ahmad Abdullatif – Petra
- Jakob Fauerby - Miss Nelly
- Anders W. Berthelsen – Brian
- Katinka Lærke Petersen – Jessica
- Lars Ranthe – hr. Moth
- Dick Kaysø - Lars Hotter
- Ditte Hansen - Kommunetrolden
- Kirsten Lehfeldt - farmor Gerda

## Modtagelse

### Anmeldelser
Filmmagasinet Ekko gav filmen fem stjerner ud af seks og skrev at den var "dramatisk, spændende og lidt uhyggelig, men konsekvent tryg og sød. Og så er den temmelig morsom". I Berlingske og Kristeligt Dagblad modtog den begge steder fire stjerner. I Information skrev Christian Monggaard, at det var en charmerende, men også ujævn familiefilm.

### Filmpriser
Filmen vandt en Robert for årets børne- og familiefilm og en Robertpris for årets bedste sang, som gik til Thomas Helmigs sang, der også hed Børnene fra Sølvgade. Den var også nomineret til Robertpriser for årets adapterede manuskript og til publikumsprisen, og til Bodilprisen for bedste ensemble.